# Église Saint-Nicolas de Krčedin
Pour les articles homonymes, voir Église Saint-Nicolas.
L'église Saint-Nicolas de Krčedin (en serbe cyrillique : Црква Светог Николе ; en serbe latin : Crkva Svetog Nikole) est une église orthodoxe serbe située à Krčedin en Serbie, dans la municipalité d'Inđija et dans la province de Voïvodine. Construite à la fin du XVIIIe siècle, elle est inscrite sur la liste des monuments culturels de grande importance de la république de Serbie (identifiant no SK 1282).

## Présentation
Krčedin est situé sur les pentes occidentales du massif de la Fruška gora, près du village de Beška. L'église Saint-Nicolas a été construite à la fin du XVIIIe siècle. Elle est constituée d'une nef unique prolongée par une abside ; à l'ouest, elle est dominée par un haut clocher baroque surmonté d'un bulbe ajouré en étain. Les façades sont rythmées par un socle, par des pilastres et par une corniche.
Les boiseries du chœur sont dues au sculpteur Marko Vujatović et datent de 1806 ; elles sont ornées de peintures réalisées par Teodor Vitković et Dimitrije Lazarević en 1810. L'iconostase a été sculptée en 1843 dans un style classique par Eduard Vladarš ; les icônes sont flanquées de colonnes cannelées ornées de guirlandes de roses et surmontées de chapiteaux composites ; on y trouve notamment des motifs végétaux : feuilles de chêne, roses, raisins et brindilles ; les icônes elles-mêmes sont dues à Petar Kamber et ont été peintes en 1853.
L'église a été restaurée en 1973 et les parties sculptées de l'iconostase ont été nettoyées en 1981.